# Curling aux Jeux olympiques de 2014
Navigation
Vancouver 2010 Pyeongchang 2018
Les deux tournois de curling aux Jeux olympiques d'hiver de 2014 ont lieu du 10 au 21 février 2014 au Centre de curling Ice Cube à Sotchi en Russie. C'est la sixième fois que le curling fait partie du programme olympique. Dix nations sont en compétition dans chacun des deux tournois (masculin et féminin).

## Résultats
| Épreuves                             | Or                    | Argent                         | Bronze                        |
| ------------------------------------ | --------------------- | ------------------------------ | ----------------------------- |
| Tournoi masculin résultats détaillés | Canada - Caleb Flaxey | Grande-Bretagne - Tom Brewster | Suède - Oskar Eriksson        |
| Tournoi féminin résultats détaillés  | Canada - Kirsten Wall | Suède - Agnes Knochenhauer     | Grande-Bretagne - Lauren Gray |

## Qualification
La qualification pour les tournois olympiques de curling est déterminée par deux méthodes. Les pays peuvent soit se qualifier grâce à des points de qualification que leurs équipes ont obtenus grâce à leurs résultats aux championnats du monde de curling 2012 et 2013 soit par un tournoi de qualification olympique qui a lieu en décembre 2013. Sept nations se sont qualifiés grâce à leurs points de qualification obtenues lors des championnats du monde tandis que deux autres pays se qualifient grâce au tournoi de qualification olympique. De plus, la Russie, en tant que pays hôte, qualifie son équipe masculine et son équipe féminine automatiquement. Par conséquent, dix équipes masculines et dix équipes féminines participeront aux deux tournois de curling olympiques.

### Pays qualifiés

#### Tournoi masculin
| Moyen de qualification                                | Places | Qualifiés                                                  |
| ----------------------------------------------------- | ------ | ---------------------------------------------------------- |
| Pays hôte                                             | 1      | Russie                                                     |
| Points de qualification via les Championnats du monde | 7      | Canada Suède Grande-Bretagne Norvège Danemark Chine Suisse |
| Tournoi de qualification olympique                    | 2      | Allemagne États-Unis                                       |
| Total                                                 | 10     |                                                            |

#### Tournoi féminin
| Moyen de qualification                                | Places | Qualifiés                                                            |
| ----------------------------------------------------- | ------ | -------------------------------------------------------------------- |
| Pays hôte                                             | 1      | Russie                                                               |
| Points de qualification via les Championnats du monde | 7      | Suède Suisse Grande-Bretagne Canada États-Unis Danemark Corée du Sud |
| Tournoi de qualification olympique                    | 2      | Chine Japon                                                          |
| Total                                                 | 10     |                                                                      |

### Points de qualification
Les points de qualification sont attribués sur la base du classement final des nations lors des Championnats du monde. Ils sont distribués de la manière suivante :
| Rang final | 1  | 2  | 3  | 4 | 5 | 6 | 7 | 8 | 9 | 10 | 11 | 12 |
| Points     | 14 | 12 | 10 | 9 | 8 | 7 | 6 | 5 | 4 | 3  | 2  | 1  |

#### Classements actuels
| Légende | Légende                                                        |
| ------- | -------------------------------------------------------------- |
|         | Nations qualifiées pour les Jeux olympiques                    |
|         | Nations pouvant se qualifier grâce au tournoi de qualification |

| Pays               | 2012 | 2013 | Total |
| ------------------ | ---- | ---- | ----- |
| Canada             | 14   | 12   | 26    |
| Suède              | 10   | 14   | 24    |
| Grande-Bretagne*   | 12   | 10   | 22    |
| Norvège            | 9    | 8    | 17    |
| Danemark           | 6    | 9    | 15    |
| Chine              | 7    | 7    | 14    |
| Suisse             | 4    | 6    | 10    |
| États-Unis         | 5    | 4    | 9     |
| Nouvelle-Zélande   | 8    | 0    | 8     |
| République tchèque | 1    | 5    | 6     |
| Russie (pays hôte) | 0    | 3    | 3     |
| France             | 3    | 0    | 3     |
| Japon              | 0    | 2    | 2     |
| Allemagne          | 2    | 0    | 2     |
| Finlande           | 0    | 1    | 1     |

| Pays               | 2012 | 2013 | Total |
| ------------------ | ---- | ---- | ----- |
| Suède              | 12   | 12   | 24    |
| Suisse             | 14   | 8    | 22    |
| Grande-Bretagne*   | 7    | 14   | 21    |
| Canada             | 10   | 10   | 20    |
| États-Unis         | 8    | 9    | 17    |
| Russie (pays hôte) | 4    | 7    | 11    |
| Danemark           | 5    | 5    | 10    |
| Corée du Sud       | 9    | 0    | 9     |
| Allemagne          | 6    | 2    | 8     |
| Japon              | 0    | 6    | 6     |
| Chine              | 2    | 4    | 6     |
| Italie             | 3    | 3    | 6     |
| Lettonie           | 0    | 1    | 1     |
| République tchèque | 1    | 0    | 1     |

Note : L'Écosse, l'Angleterre et le Pays de Galles concourent tous séparément dans les tournois internationaux de curling. Par un accord entre les fédérations de curling entre ces trois nations, seule l'Écosse a marqué des points de qualification olympique au nom de la Grande-Bretagne.

### Tournoi de qualification olympique
Le tournoi de qualification olympique a lieu du 11 au 15 décembre 2013 à Füssen en Allemagne. Les deux meilleures équipes (par sexe) de ce tournoi qualifient leurs pays pour les Jeux olympiques. Le tournoi de qualification est ouvert à toutes les nations qui ont remporté des points de qualifications lors des Championnats du monde de curling 2012 ou 2013 (ces pays figurent dans les deux tableaux ci-dessus) ou qui ont participé aux Championnats du monde 2011 (les équipes concernées sont l'équipe masculine sud-coréenne et l'équipe féminine norvégienne).

## Tableau des médailles
| Rang  | Nation          | Or | Argent | Bronze | Total |
| ----- | --------------- | -- | ------ | ------ | ----- |
| 1     | Canada          | 2  | 0      | 0      | 2     |
| 2     | Grande-Bretagne | 0  | 1      | 1      | 2     |
| 3     | Suède           | 0  | 1      | 1      | 2     |
| Total | Total           | 2  | 2      | 2      | 6     |